# Acacia lebbekoides
Acacia lebbekoides é uma espécie de leguminosa do gênero Acacia, pertencente à família Fabaceae.